# Бактријски језик
Бактријски језик је изумрли језик из групе североисточноиранске језика, којим се до око 9. века н. е. говорило у области Бактрије. Једини је из групе иранских језика који је записиван грчким писмом, уз додатак слова шо, а без слова кси и пси. Понекад се назива и греко-бактријски или кушански.